# Gymnasium Uslar
Das Gymnasium Uslar ist ein staatliches allgemeinbildendes Gymnasium und eine offene Ganztagsschule in der gleichnamigen Stadt.

## Schulprofil
Mit etwa 540 Schülern und 50 Lehrern ist das 1968 gegründete Gymnasium Uslar das kleinste Gymnasium im Landkreis Northeim.
Als Fremdsprachen werden ab Jahrgang 6 Französisch oder Latein sowie ab Jahrgang 8 Spanisch angeboten.
Das Unterrichtsangebot richtet sich nach der Stundentafel 2 für Gymnasien des Landes Niedersachsen. Dies bedeutet, dass in den Jahrgängen 8 bis 10 klassenübergreifender Wahlpflichtunterricht erteilt wird. Am Gymnasium Uslar kann neben einer weiteren Fremdsprache zwischen Kursen wie dem Fach Darstellendes Spiel oder solchen aus dem gesellschaftswissenschaftlichen und naturwissenschaftlichen Bereich gewählt werden.
Im Bereich der Arbeitsgemeinschaften wird u. a. die Teilnahme an einem Orchester oder einer Theater-AG angeboten.

### Austauschprogramme
- Annapolis, Senior High School, USA
- Gien[5], Frankreich
- Gliwice, Albert-Schweitzer-Schule, Polen
- Lohja, Oberstufengymnasium, Finnland

### Auszeichnungen
Das Gymnasium Uslar wurde 2009, 2011 und 2013 als Umweltschule in Europa ausgezeichnet. Zudem trägt es das Prädikat Sportfreundliche Schule.